# 14619 Plotkin
14619 Plotkin eller 1998 UF9 är en asteroid i huvudbältet som upptäcktes den 16 oktober 1998 av Spacewatch vid Kitt Peak-observatoriet. Den är uppkallad efter kanadensaren Howard Plotkin.
Asteroiden har en diameter på ungefär 2 kilometer.